# Saint-Broladre
Saint-Broladre (tiếng Breton: Sant-Brewalaer) là một xã của tỉnh Ille-et-Vilaine, thuộc vùng Bretagne, miền tây bắc nước Pháp.

## Dân số
Người dân ở Saint-Broladre được gọi là Broladrais hoặc Broladriens.
| Năm | 1962 | 1968 | 1975 | 1982 | 1990 | 1999  |
| --- | ---- | ---- | ---- | ---- | ---- | ----- |
| Dân số | 884  | 946  | 881  | 865  | 992  | 1 014 |
| From the year 1962 on: No double counting—residents of multiple communes (e.g. students and military personnel) are counted only once. |      |      |      |      |      |       |